# Platycarya longzhouensis
Platycarya longzhouensis là một loài thực vật có hoa trong họ Juglandaceae. Loài này được S.Ye Liang & G.J. Liang miêu tả khoa học đầu tiên năm 1999.